# قطعنامه ۱۶۳۰ شورای امنیت
قطعنامه  ۱۶۳۰ شورای امنیت سازمان ملل متحد که در تاریخ ۱۴ اکتبر ۲۰۰۵ تصویب شد، سندی بین‌المللی دربارهٔ بررسی وضعیت در سومالی است. این قطعنامه طی نشست ۵۲۸۰ام با ۱۵ رای موافق، ۰ مخالف و ۰ ممتنع تصویب شد.